# Георгіос Караїскакіс
Георгіос Караїскакіс (грец. Γεώργιος Καραϊσκάκης; 23 січня 1780, Аграфа — 5 травня 1827, поблизу Пірея) — відомий клефт, арматол, герой Грецької революції.

## З життєпису
Служив спочатку найманцем у Алі-паші Янінського, але в останню війну між Алі і Османською імперією перейшов на бік османів. Коли спалахнуло грецьке повстання, Караїскакіс воював у лавах повсталих і був тяжко поранений. Згодом він виступив зі зброєю в руках проти тимчасового уряду, внаслідок чого був притягнений до суду, але не переставав із перемінним успіхом діяти проти османів, як на материку, так і на Пелопоннесі.
Коли загальне становище погіршилося з падінням Месолонгіона, грецький уряд вирішив призначити Караїскакіса в червні 1826 р. головнокомандувачем на материку. Йому вдалося перешкодити відступу Мустабея після його перемоги при Аталанті, а перемога Караїскакіса при Арахові в ніч на 6 грудня 1826 р. належить до числа найблискучіших успіхів грецької війни за незалежність.
За цим відбулася в лютому 1827 р. щаслива для Караїскакіса битва при Дістоммо. Помер від рани, отриманої при спробі звільнити обложений османами афінський Акрополь.